# Iglesia de Santa María (Porqueras)
Santa María de Porqueras es una iglesia románica situada en el municipio de Porqueras, en la comarca del Pla de l'Estany.

## Historia de la parroquia

### Orígenes
La iglesia de Santa María de Porqueras es el templo parroquial de la comunidad cristiana que vive al oeste del lago de Bañolas. Los límites del término parroquial son conocidos por un documento del 1182 pero son más antiguos. En todo caso, no coinciden con los del municipio, constituido mucho más tarde y que incluye otros núcleos de población. 
Es probable que se encontrara en el lugar de la iglesia actual aquel templo "de Santa María al cabo de l'Estany" que el año 889, el obispo de Gerona Servus Dei, escuchando las reclamaciones del abad Sunifredo, sometió al monasterio de San Esteban de Bañolas. Los monjes alegaron entonces haberlo construido tiempo antes en el marco de una amplia empresa de colonización de territorios situados en este lugar.
Al menos es cierto que el monasterio de San Juan de las Abadesas, en un concilio celebrado en Barcelona el año 906, reclamó con éxito la iglesia de Santa María de Porqueras, y que pudo retenerla hasta después del 1017 y 1174, en cambio, enumeran la iglesia de Santa María y San Lorenzo de Porqueras entre las propiedades del monasterio de Bañolas. Estos documentos dan testimonio de la existencia y continuidad de una parroquia equipada con un templo modesto, que ha continuado hasta nuestros tiempos.

### Consagración

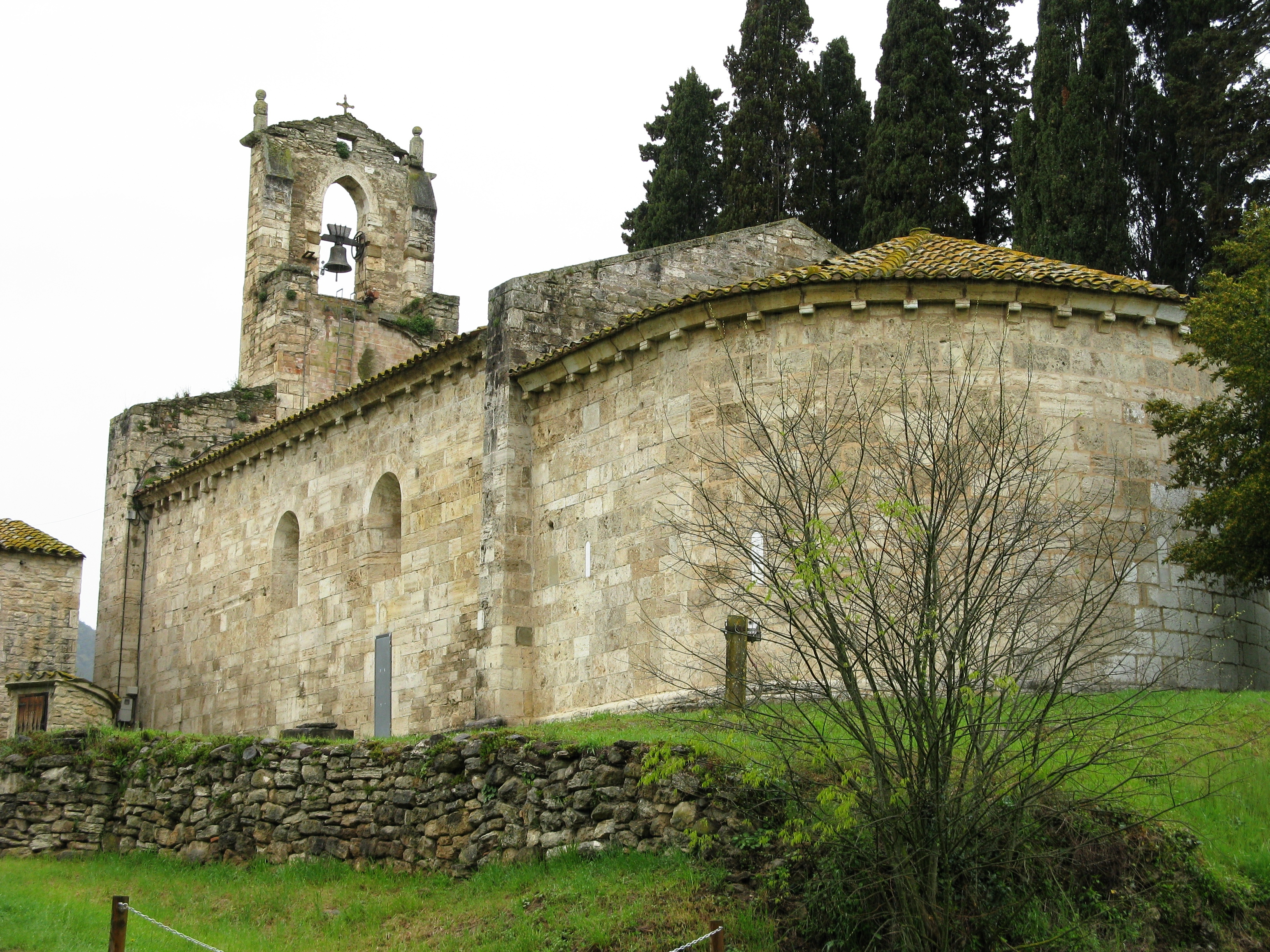
Vista del ábside.

Día de alegría para la parroquia debió ser el 13 de abril de 1182. Procedía en martes de la segunda semana de Pascua. El templo acababa de construirse. El obispo Ramón Orasull de Gerona lo consagró y dedicó solemnemente al culto. En un documento firmado con esta ocasión, el prelado dispuso que el culto se sostuviera con los diezmos de los terrenos que se encontraban desde Quadroc, al oriente, hasta la montaña del Espejo, a poniente, y desde el Estany hasta el término de la parroquia de Seriñá. Los límites de este término recogen el Puig de Cota, la piedra de la Cruz, el mas Bruguera, Cutzac, el arroyo de Merdançà, el bosque de Ravanera, el Vilar de Iserga, la fuente del Yeso, el hoyo de Campmajor, la roca de Abella, la casa Rodea y la roca Perrera.
El obispo puso iglesia y cementerio bajo la protección de la Paz y Tregua de Dios, de modo que en el circuito de treinta pasos a su alrededor se estuviera seguro de no ser víctima de ningún tipo de violencia. Y ordenó que la parroquia estuviera sometida a la sede episcopal de Gerona, de la que recibiría los aceites santos, necesarios para la administración de los sacramentos, y que los sacerdotes asistieran cada año en el sínodo, donde se tomaban medidas para la buena marcha de toda la diócesis. Por esa época quedaba en las cercanías de la parroquia de Porqueras la iglesia de San Mauricio de Cal, después agregada a Pujarnol. Posteriormente, en cambio, anexarse aquí la parroquia vecina de Merlant.

### Evolución y archivo

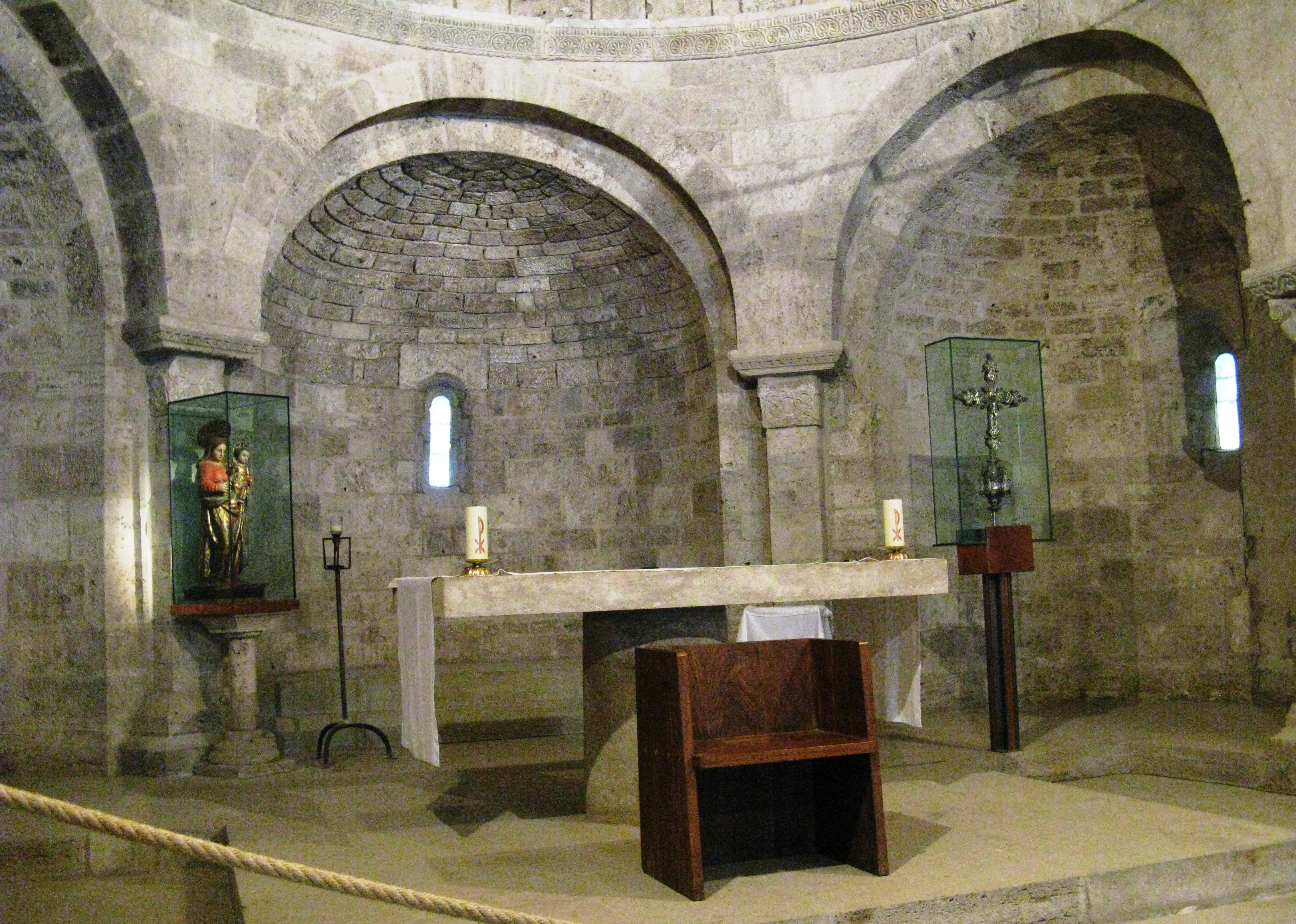
Interior del ábside.

Porqueras no ha tenido población agrupada cerca del templo. Antes y ahora han hecho compañía a la iglesia la rectoría y el castillo, convertido hoy en casa, que se encuentra casi frente a la fachada del templo, al otro lado de la carretera. Fue habitado por una estirpe noble, hasta el 1251, que la adquirió el monasterio de Banñolas con el fin de ampliar sus rentas con los ingresos que provenían del dominio feudal del término.
Las masías de la parroquia se esparcen por el valle del río Matamors. Su número no ha variado demasiado a lo largo del tiempo; en 1553 eran 21 fuegos.
Su archivo guarda como piezas más antiguas los libros de testamentos que autorizaba el rector; empiezan el siglo XVI, como también son del siglo XX los primeros libros de Obra, donde se anotaban los gastos que, bajo la administración de unos representantes de la feligresía, se hacían en el templo y para el culto parroquial. Los otros libros del archivo, concretamente los de bautizos, matrimonios y óbitos, comienzan en el siglo XVII. En ellos constan, por ejemplo las abundantes víctimas que la guerra con el ejército francés produjo entre la población en 1808 y 1809.
Los terremotos del siglo XV habían perjudicado gravemente el templo, pero las obras de consolidación llevadas a cabo para impedir su ruina no modificaron sensiblemente la forma. Cambios de importancia, en cambio, se realizan en la segunda mitad del siglo XVIII. En el exterior, se derrumba el campanario de espadaña que coronaba la fachada para construir una torre; se ganó altura, pero se perdió la unidad estilística del monumento. Esto sucedía en 1786. Poco después, en 1792, se ponía bóveda de lunetos en el presbiterio y se alzaba un retablo de líneas barrocas.
Lamentablemente este retablo era quemado en 1936, durante la interrupción violenta de la vida parroquial que entonces sucedió. Los trabajos de limpieza de la iglesia durante el decenio de 1940 hicieron descubrir que el muro del fondo del presbiterio, que hasta entonces había sostenido el retablo, era un tabique postizo. Así nacieron unos planes de restitución del edificio a su primitiva belleza.
Los llevó a cabo el Servicio de Defensa del Patrimonio Artístico Nacional entre 1957 y 1960. Todo el edificio fue consolidado con inyecciones subterráneas de hormigón y ligadas de hierro.
El 26 de agosto de 1971 fue robada una talla policromada finales del siglo XVI o inicios del siglo XVII.

## El monumento y su entorno

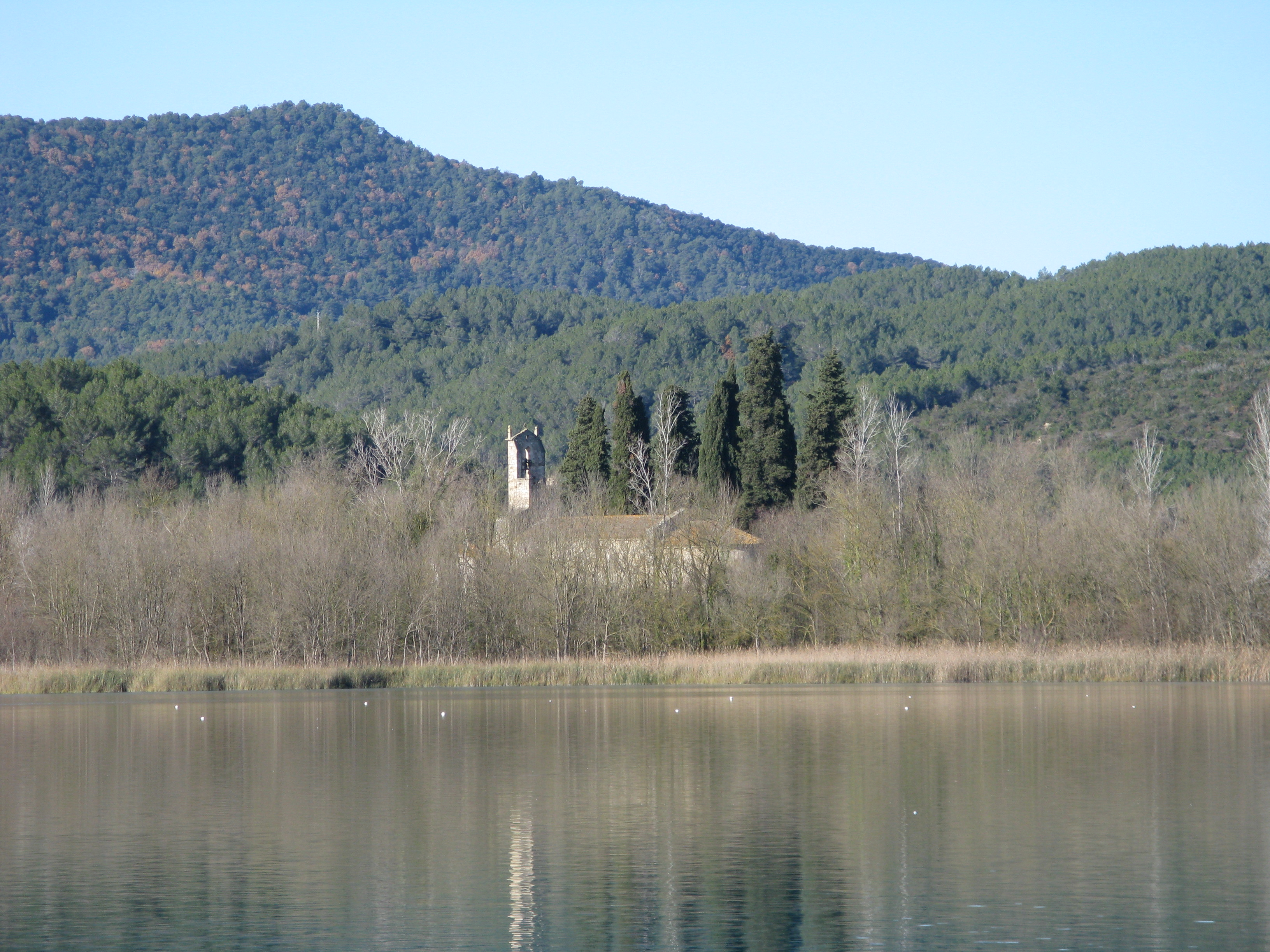
Entorno de Santa María de Porqueras.

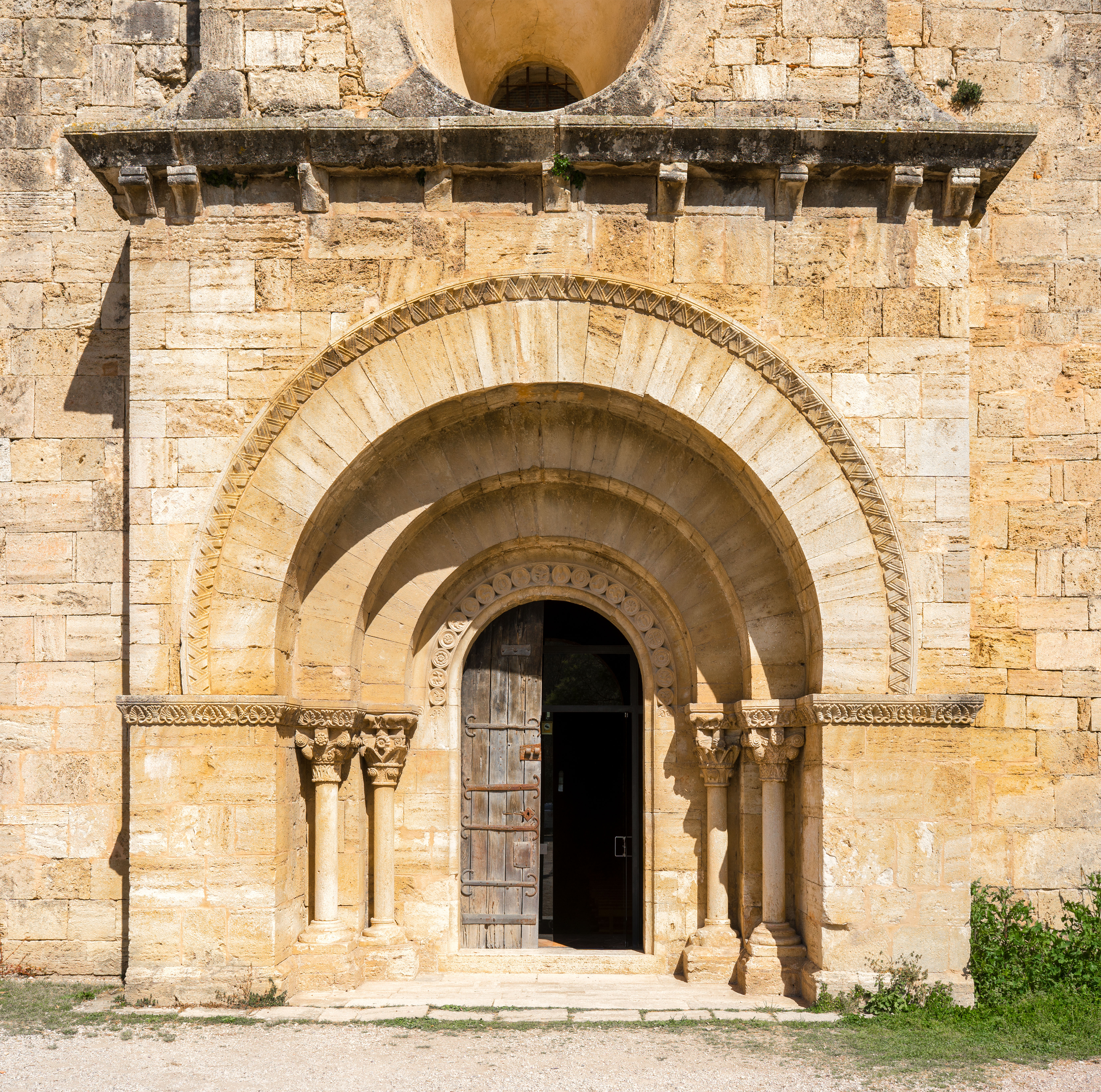
Portalada de Santa María.

Igual que una barca varada en la playa, la iglesia de Porqueras se muestra cerca del agua del lago de Bañolas con una silueta inseparable de la orilla lacustre. El color de la piedra, que proviene de las Estunes, el color verde oscuro de los cipreses del cementerio y los reflejos del agua se complementan en un cromatismo de plácida vibración.
La iglesia se alza sobre un ligero promontorio. Tiene a la derecha la rectoría, a la izquierda, el cementerio. Ante este se encuentra una construcción cuadrada; un ligero tejado de cuatro vertientes protege un padrón que culmina en una cruz. Es el comunidor, o lugar desde donde el día de la Santa Cruz de Mayo se bendecía el término, pidiendo la protección divina para las cosechas, sobre todo ante el peligro de granizo.
El ábside es redondo, de medio punto. Está orientado, es decir, mira hacia oriente, como sucede en la mayoría de las iglesias. La luz puede penetrar hacia el interior por cinco aspilleras, que no se encuentran a la misma altura, sino que se elevan gradualmente. Por la parte superior, la transición del ábside hacia el tejado asegura una severa cornisa sostenida por ménsulas lisas. Que sean precisamente 33 puede ser una casualidad, pero también una referencia a los años de la vida de Cristo; el número se encuentra también en los dientes de sierra que ornan uno de los capiteles del interior. En la parte inferior del ábside, un zócalo refuerza el muro.
Las paredes laterales son de un tipo de menaje un poco diverso del absidal. Alguna de ellas podría haber formado parte del templo del siglo IX y haber sido aprovechada en la reedificación del 1182.

De l'altra banda del mirall us miro
tremolar al vent de març, ho pedres reflectides,
duent encara pols des de segles pretèrits
i ànsies de plom entre un estany de dunes.

Admiro molt més la vella geometria
retallada en horitzó de blaus creuat de vols
de gavines que persegueixen fades, llunes mítiques
i fan atemporal la vostra imatge.

Entorn dels murs històrics passejo lentament
i s'abranda aquest foc com una torxa encesa
amb ombres medievals que acompanyen el somni,
de bellíssims perfils d'un estany que no us deixa.
Neus Corominas, Poesía inédita, del libro «Viure presències» 

## Portada
A la portada se debe a que la iglesia de Porqueras fuera declarada monumento nacional en 1931. Sobresale exactamente un metro del plano de la fachada, y así se diferencia de la mayoría de las portadas de la época, desgajadas dentro del muro.
El cuerpo de la portada está limitado en la parte superior por un sencillo rellano que aguantan trece ménsulas, regularmente distribuidas, excepto las parejas de los extremos, que se encuentran más próximas entre sí. La magnificencia del portal es para los fieles como un mensaje que destaca la importancia del ámbito sagrado al que acceden al pasar. Arcos, capiteles y medallones del arco interior merecen una observación detallada.

### Arcos

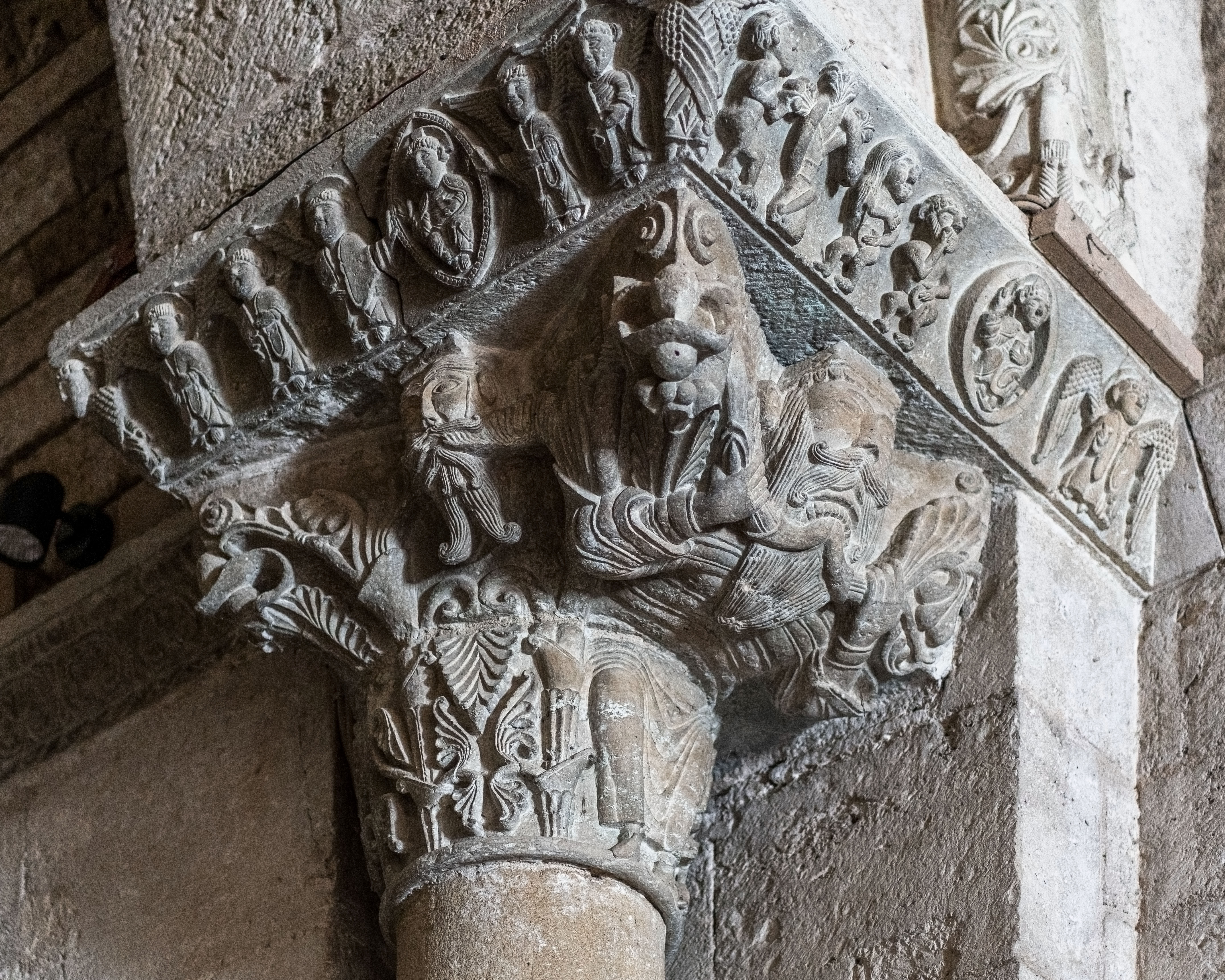
Capitel.

Los cuatro arcos en degradación que enmarcan la puerta no son del todo paralelos. El interior es semicircular, otros toman gradualmente la forma de herradura, y su centro es cada vez más bajo. Resalta en el arco exterior un guardapolvo, seguido por una cinta en zigzag; los otros son de arista viva, y el más interior está decorado con una moldura en forma de escocia o caña que recorre los montantes de la puerta hasta el pavimento.
Mucho se ha dicho sobre los arcos de herradura de Porqueras y su posible parentesco con modelos visigóticos, paraben o mozárabes. lo cierto es que la forma de herradura no tiene muchos parlelos en nuestras comarcas; utilizado a finales del siglo XII debió constituir una especie de arcaísmo nostálgico de formas entonces ya pasadas.

### Capiteles

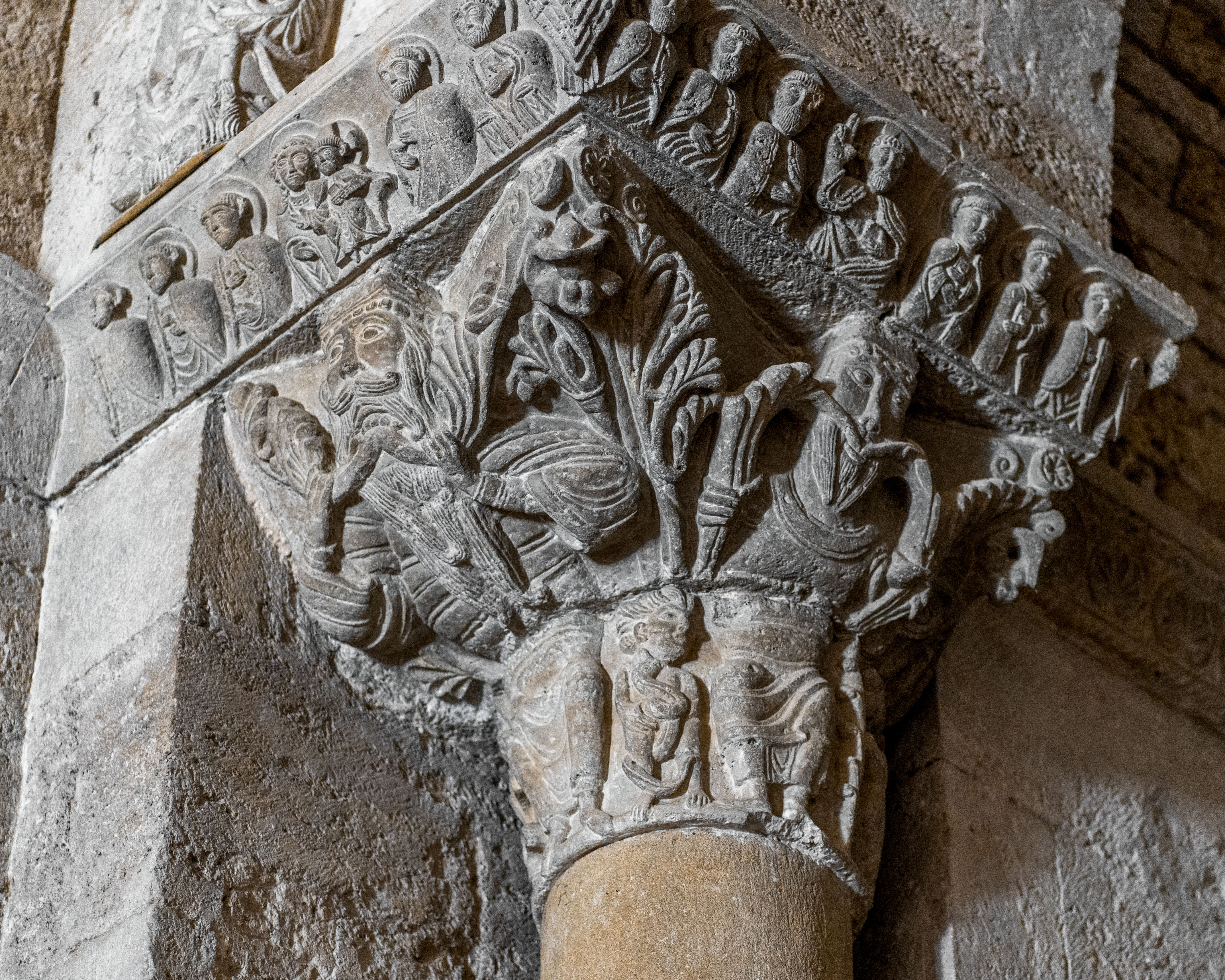
Capitel.

A cada lado de la portada se encuentra una pareja de capiteles. En cada uno de ellos se pueden distinguir las tres partes tradicionales, la cilíndrica, abajo, la central, que se ensancha rápidamente, y la superior o ábaco.
Los ábacos de los dos capiteles más próximos a la puerta pueden verse una pareja de leones pasantes y opuestos, que tienen la cabeza común, situada justamente en el ángulo del ábaco. Opuestos a su última hay otros animales similares, que enlazan su cola con los primeros. En cambio, los ábacos de los capiteles foráneos son decorados con un friso de hojas de palma, de bellas líneas curvas, que continúa horizontalmente delante y a los lados de la portada.
La correspondencia entre capiteles interiores y foráneos se continúa en el resto de sus elementos, los interiores lucen en su parte central volutas, rosetas de doce protuberancias y canecillos, mientras que los exteriores se muestran piñas, volutas muy desarrolladas y un astrágalo de huevos y perlas en alternancia. A ambos lados de la fachada se aprecia por el enlace del edificio con ella, que la construcción se hizo en un momento más tardío respecto de la nave de la iglesia.

## Medallones
El arco interno de la portada contiene 22 medallones ubicados en las dovelas, aunque dos de ellos solo tienen esculpida la parte superior. Iniciando la lectura desde la izquierda se encuentra: 1. Flor de Canat. 2. Lazo triangular. 3: Conejo pasando. 4. Roseta rodeada con cordón. 5. Rosa estilizada. 6. Felino pasando. 7. Busto humano. 8. Como el 6, pero invertido. 9. Hoja rodeada con un cordón. 10. Santo en actitud de bendecir. 11. Felino con alas. 12. Simétrico del 10. 13. simétrico del 9. 14. Semejante al 7. 15. Semejante al 11. 16. Figura estrellada de nueve rayos. 17 Hoja ancha circular. 18. Cruz floronada. 19. Botón rodeado de grecas. 20. Águila o paloma. 21. Como el 2. 22 como el 1.
Podría creerse que el escultor que trabajó los medallones previó una simetría absoluta, donde destacaría la figura que había que situar en el centro. Hallándose ausente en el momento del montaje, los trabajadores que lo ejecutaron habrían modificado la composición.
Por unos escalones se accede a la nave del templo.

## Nave

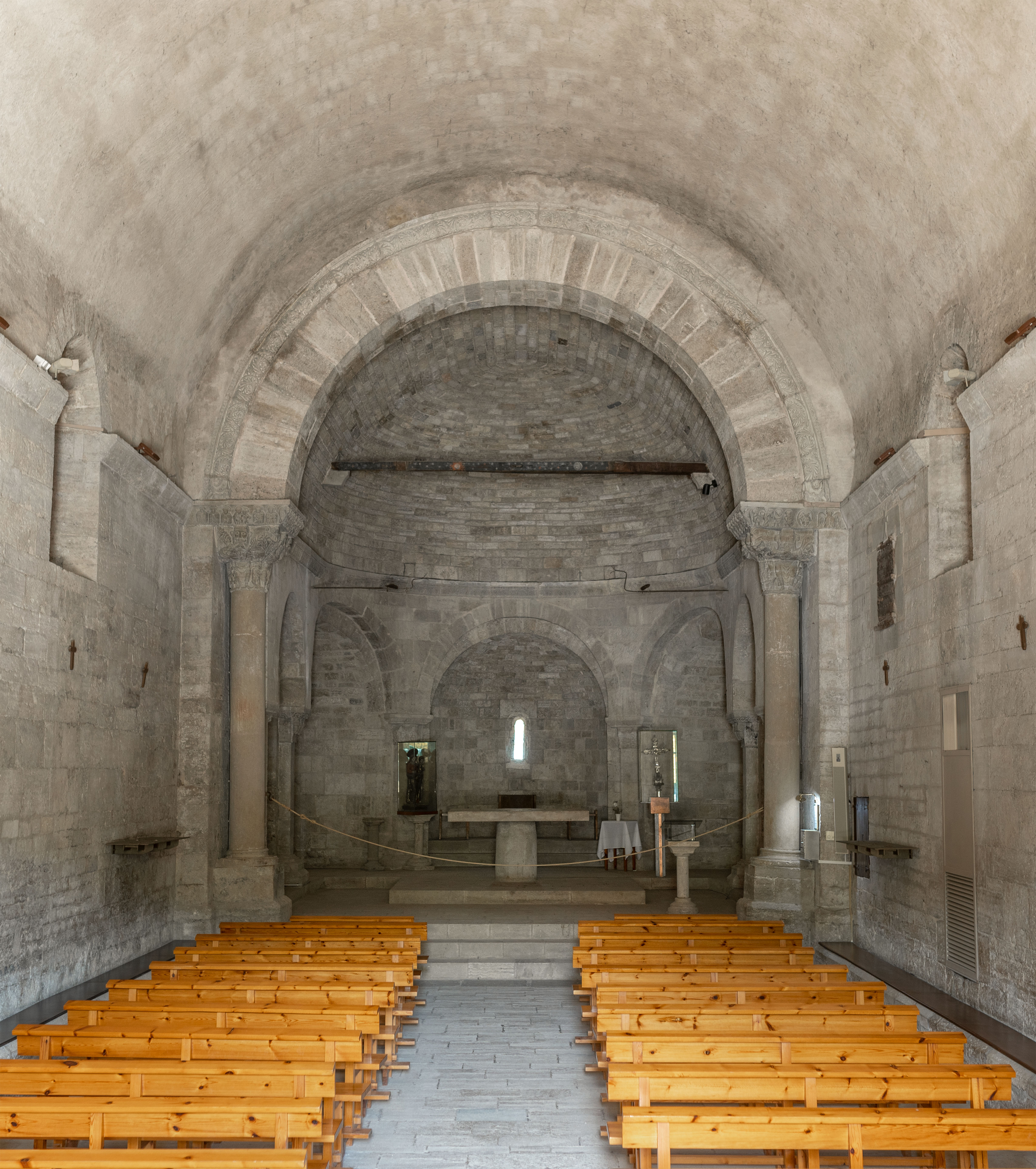
Interior de la nave.

Habiendo habituado la vista a la escasa y matizada luz del interior, se capta de una sola mirada, el conjunto del ambiente que siglos pasados crearon para la oración. El espacio es simplísimo, compuesto por una nave de un solo tramo y un ábside de cuerpo más bajo y pavimento más alto; el arco triunfal distingue y vincula a la vez las dos partes.
Alrededor de la nave hay una banqueta de piedra que refuerza los muros y ofrece asiento. Dos ventanales estrechos, de doble derrame, hacia dentro y hacia fuera, la iluminan. El paramento del muro está constituido por sillares bien trabajados, dispuestos en hiladas de espesor desigual. Una sencilla cornisa lisa recorre el muro hasta religarse con los capiteles del arco triunfal.
A la izquierda de la puerta de entrada queda la pila bautismal románica, obrada en piedra de Bañolas, y sin ningún tipo de labor de escultura. Cerca de ella, se ofrecen a la veneración de los fieles unas imágenes barrocas del Santo Cristo y de la Virgen de los Dolores. Las imágenes de la banda izquierda de la nave, de época barroca, son: San Ferriol, soldado romano, Santa Victoria, con la palma del martirio, y la Virgen del Rosario. Al lado derecho está el franciscano San Antonio de Padua, y San Galderic, patrón de los campesinos.
En el muro de la banda derecha, entre el arco triunfal, a cierta altura, puede verse el armario de seguridad que se dispuso el siglo XVIII por orden episcopal con el fin de guardar las piezas de plata utilizadas para el culto y prevenir robos, y, más abajo, el que contenía el archivo parroquial.

## Arco triunfal
El presbiterio es el lugar exclusivo donde se realizan los santos misterios. El grandioso arco triunfal que separa la nave, destinada al poder fiel, del entorno del altar, subraya la sacralidad del ámbito del fondo del templo.
Dos robustas columnas sostienen sendos capiteles de grandes proporciones. Sobre ellos cargan sencillas dovelas del arco, decoradas solo con una moldura semicircular que termina, a ambos lados, sobre los capiteles, dentro de la boca de un león.
Los dos capiteles son semejantes. Comparándolos con los de la portada puede darse cuenta de que la parte inferior y la media, pese a tener aquí respectivamente formas cilíndrica y troncocónica, se han fusionado en una unidad; unas grandes figuras humanas las ocupan. Son personajes masculinos, que tienen las extremidades inferiores muy pequeñas, y que crecen en dimensiones a partir de la cintura. Su cabeza tiene la altura correspondiente a un tercio de todo el cuerpo. Estos personajes toman con las manos unos haces de hojas que les salen de la boca. No tienen intención simbólica sino decorativa.
Desproporcionados entre los pies y la cabeza, dan la impresión de ser vistos en perspectiva. El artista que los trabajó tuvo en cuenta el efecto que harían vistos desde la nave. Por eso mismo se verá fácilmente que la inclinación de la parte troncocónica de los capiteles hacia la nave es más acentuada que hacia el arco triunfal. El efecto óptico es perfecto y de indudable teatralidad. La parte superior del capitel, o ábaco, se ha convertido aquí en una larga imposta, de lectura difícil debido a la pequeñez de las figuras que se encuentran. Aquí se concentra el mensaje doctrinal de la escultura románica de Porqueras. No conocemos el inspirador, que podría haber sido algún monje del monasterio benedictino de Bañolas. Por lo que se refiere al escultor, que podría haber sido el mismo que trabajó en la portada, pertenece a la escuela de Ripoll, hasta el punto de encontrarse coincidencias de detalle entre la decoración realizada aquí y la que puede verse en la puerta de San Pol, en San Juan de las Abadesas.

## Impostadel capitel derecho
Cara a la nave se ha representado la escena del pecado original. A partir del muro de la nave se puede ver el ángel de alas extendidas y amplias vestiduras que cerró el Paraíso a los hombres, el Pantocrátor o Dios todopoderoso dentro de un círculo alargado en forma de almendra, Adán, que come el fruto prohibido, Eva que le invita a tomarlo, el árbol del bien y del mal, con una serpiente entrelazadas en la figura deforme del diablo.
Relacionar la manifestación de Cristo o teofanía con el Génesis es un hecho medieval, insólito en la antigüedad cristiana. El tapiz de la Creación de la catedral de Gerona pone el Pantocrátor como centro de la creación. Situarlo en medio de la escena del pecado original es muy raro en el arte románico. Dos querubines, con las alas plegadas delante del cuerpo, se encuentran en los ángulos de la imposta.
La parte de imposta que queda bajo el arco triunfal contiene de nuevo la representación del Pantocrátor dentro la almendra, símbolo de eternidad. Dos ángeles la sostienen y la muestran, otros hacen lado. Sumando todos los seres angélicos de la imposta resultan un ser nuevo. Es la referencia así a los nuevos órdenes de los ángeles que conocía la teología medieval: truenos, querubines, serafines, virtudes, dominaciones, potestades, principados, ángeles y arcángeles. La manifestación de Dios en medio de los ángeles alude a la fin del mundo, así como el pecado original se refiere a su principio.
En la parte inferior del capitel, uno de los grandes personajes fantásticos queda reducido en la cabeza. El resto del capitel, donde correspondería a su cuerpo, está lleno de flora derivada de palmeras, lirios y acantos. En el ángulo, cerca de la pared de la nave, una pequeña paloma sobre un árbol, con un ramo de olivo en el pico, evoca la narración bíblica del diluvio universal.

## Imposta del capitel izquierdo
En la parte de imposta que mira a la nave se distingue fácilmente en el centro, la Virgen con el niño Jesús en las manos. Madre e hijo tienen la cabeza rodeada por un círculo, que tiene por nombre nimbo, y es signo de santidad. El nimbo del Hijo lleva una cruz, y el niño hace el gesto de bendecir. Santa María es la titular del templo desde la consagración de éste, y es comprensible que se le reservara un lugar de honor.
Los santos personajes son acompañados de figuras humanas: tres a la izquierda y dos a la derecha, con nimbo en la cabeza y libros en las manos, excepto la que ocupa el extremo más próximo al muro, que no tiene ninguno de estos signos.
Los ángulos de la imposta los ocupan sendas palomas de alas plegadas, que probablemente representan seres angélicos.
En el fragmento de imposta que queda bajo el arco triunfal se encuentra Jesucristo, con nimbo cruzado, levantando una mano para bendecir, y sosteniendo con la otra el libro de la Ley divina. Los personajes que la rodean, tres por lado, llevan los mismos atributos que los que acompañan a la Virgen. En total, las personas que se encuentran en la imposta, además del Cristo y la Virgen, son trece. Dado que uno no lleva nimbo, es fácil de suponer que se ha querido representar los once apóstoles y Judas, el único de ellos que no alcanzó la santidad. El cristiano lee en las figuras de los apóstoles, primeros seguidores de Jesucristo, un símbolo del pueblo creyente de hoy, del cual él es miembro.
Notemos aunque en la parte inferior de este capitel, entre los pies de los seres fantásticos que caracolas de bigotes vegetales, se encuentra un personaje pequeño desnudo, el cuerpo al que se enrosca una serpiente que le muerde el cuello. Más allá, casi escondido en el ángulo que forman el capitel y el muro del presbiterio, se ve un animal extraño, quizás un león.

## Presbiterio
Cierra el espacio del presbiterio un ábside semicircular. Tres absidiolos y dos capillas laterales que cierran el ámbito; tienen la particularidad de encontrarse construidas dentro del espesor del muro.
La vuelta, notable por la disposición geométrica de las piedras, se reconstruyó durante la restauración de 1957. En ella se encuentra insertada una viga medieval policromada, con los símbolos del sol y la luna, que posiblemente sirvió para sostener un cortinaje que en ciertos momentos impediría a los fieles la visión del altar, como es de uso en las liturgias orientales.
Recorre todo el ábside, al nivel de los capiteles del arco triunfal, un friso. Es una larga serie de palmetas cerradas en círculos, similar en dimensiones y estilo al de la portada, a pesar de ser diferente en los temas vegetales que convierten en decoración caligráfica.
Las absidiolos se abren hacia la nave a través de arcos peraltados, es decir, que exceden el semicírculo, y por esta característica se relacionan con los de la portada. Las pilastras y los capiteles que separan una absidiola de la otra fueron reconstruidos en la última restauración, los ábacos llevan decoración de piñas o bien de líneas geométricas, mientras que en las bases de las pilastras pueden verse rosetas.
En la capilla del Santísimo, la primera de la izquierda, se veneran las imágenes de Santa Lucía, con los ojos encima de un plato, y de Santa Eugenia, caracterizada por el libro que lleva. Son tallas barrocas. También lo es, aunque más antigua, la Virgen que queda detrás del altar, de policromía simple y gesto recogido.
El altar, hacia el que converge la atención de los fieles durante la celebración de los oficios divinos, es una losa de piedra de Bañolas sostenida por un fragmento de columna romana, encuentro, según parece, en Porqueras mismo.